# Сірмати
Сірмати (грец. Συρμάται) — кочовий іранський етнос вперше згаданий у «Периплі» (грец. ΠΕΡΙΠΛΟΥΣ ΤΗΣ ΘΑΛΑΣΣΗΣ ΤΗΣ ΟΙΚΟΥΜΕΝΗΣ ΕΥΡΩΠΗΣ ΚΑΙ ΑΣΙΑΣ ΚΑΙ ΛΙΒΥΗΣ), який, як вважалося, належав сучаснику Дарія І Скілаку Каріандському. Наразі превалює думка, що цей Періпл було написано між 338 та 335 рр. до н. е., чи у 356 р. до н. е. та у «Землеописі» (грец. ΓΗΣ ΠΕΡΙΟΔΟΣ) Евдокса, який наразі датують 370—365 рр. до н. е. За згаданим «Періплом» та у «Землеописі» сірмати локалізовані на схід від скіфів та західніше р. Танаїс.
Щодо етнічної належності сірматів існує декілька думок — від іранців сако-массагетського кола до фіно-угорських племен. Найбільш аргументованою є думка, що:
| Сірмати західних районів Дону і Приазов'я — це перш за все західні савромати на останньому щаблі їх розвитку, тобто до повного поглинання їх новими спілками іраномовних кочівників, які прийшли з приуральських та приаральських степів.[3] |
Щодо територій, які належали сірматам, то, найімовірніше, сірмати «…контролювали донську дельту, Міуський п-ів, а також територію низин Дону по обох його берегах…»
Поява сірматів на захід від р. Дон-Танаїс досить часто трактується як початок сарматської експансії на Скіфію, хоча спроможність сарматів до війни зі скіфами виглядає досить сумнівною, принаймні до масової появи у Передкавказзі сарматів — носіїв прохоровської культури. Отже, найбільш правомірною є наступна думка: 
| "...етнікон syrmatae слід пов’язувати з однією з груп пізніх савроматів. Мешкання останніх по обидва береги Танаіса ні в кого не викликає заперечень, але ніяк не датує появу західніше Дону сарматів."[6] |